# Порт Льїгат
Порт Льїгат або Портльїгат (ісп. Portlligat, кат. Portlligat) — маленьке село, підпорядковане місту Кадакес (Жерона) та розташоване в бухті мису Креус, Каталонія, Іспанія. Біля входу в бухту Порт Льїгату розташований острів, відділений від материка вузькою протокою, 30 метрів завширшки.
Це місце відоме в усьому світі як резиденція Сальвадора Далі — саме тут розташований його будинок-музей.
Бухта, острів та мис Креус з'являються на декількох картинах Далі, зокрема таких як «Мадонна Порт Льїгату» (1949) і «Таємна вечеря» (1955).

## Галерея

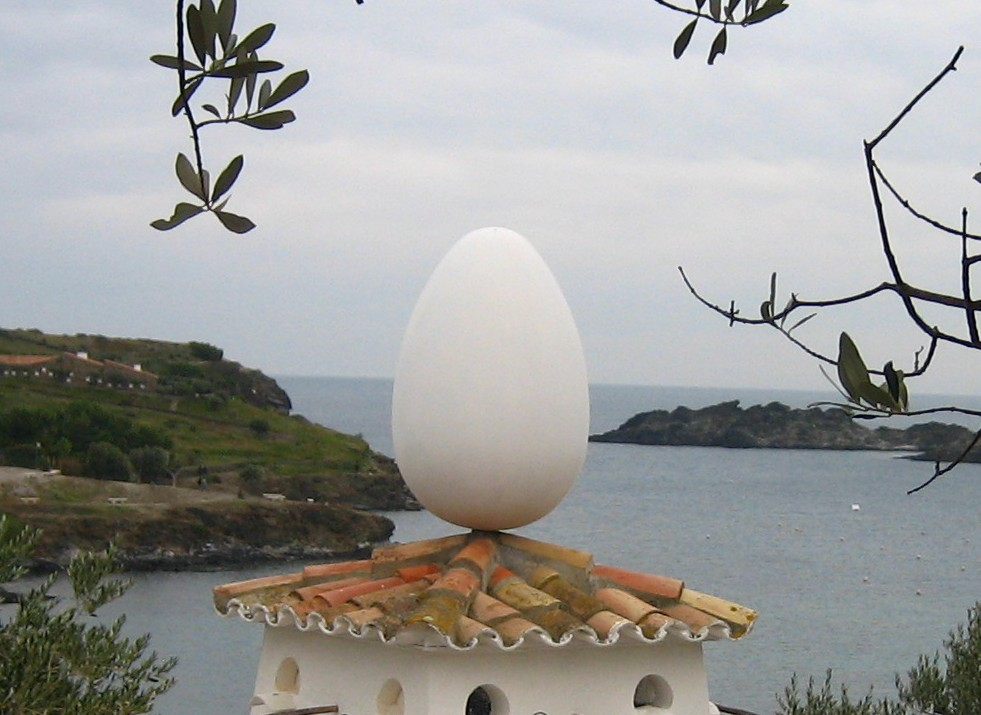
Яйце на вежі будинку-музею Сальвадора Далі
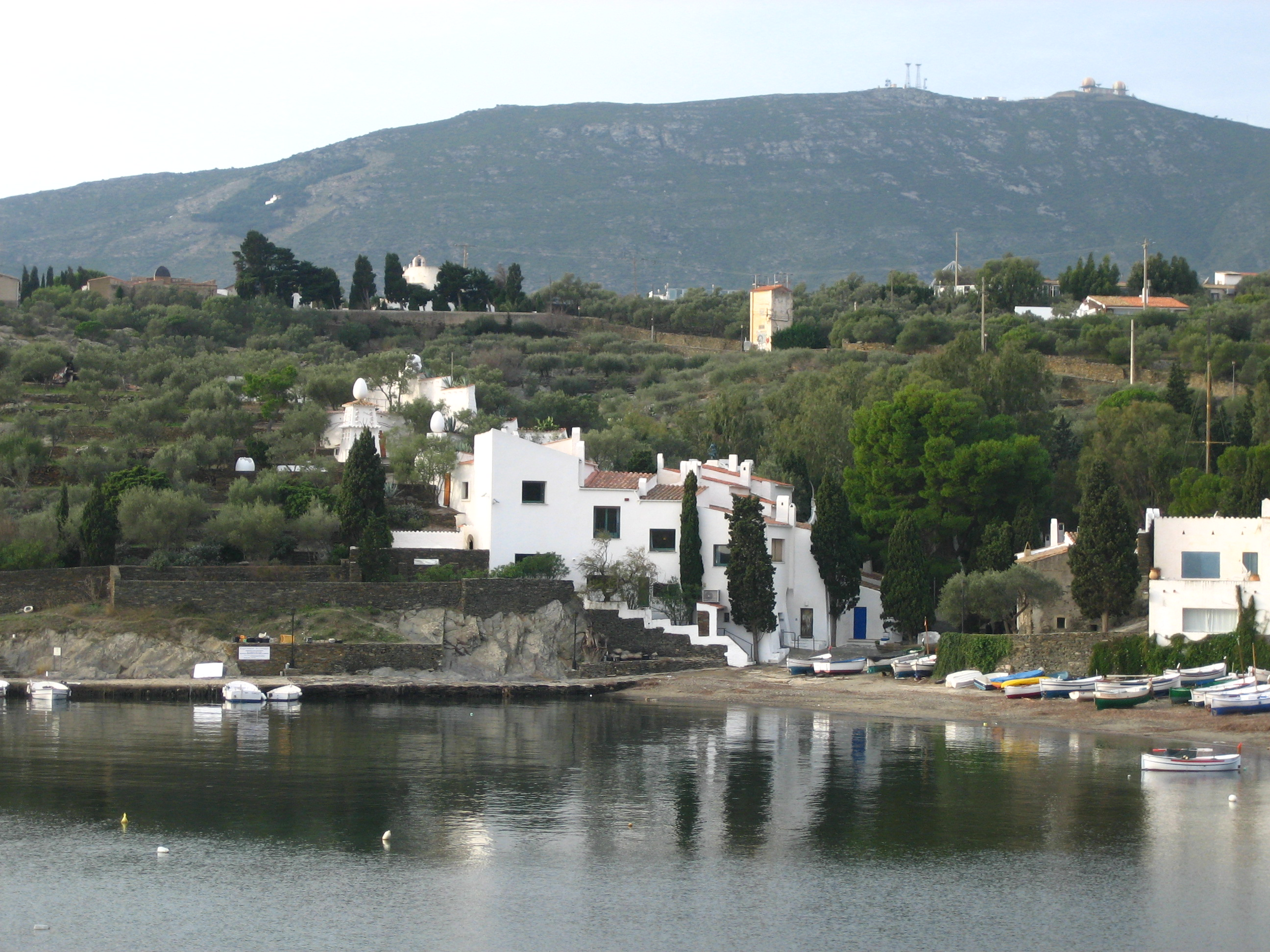
Будинок-музей Далі
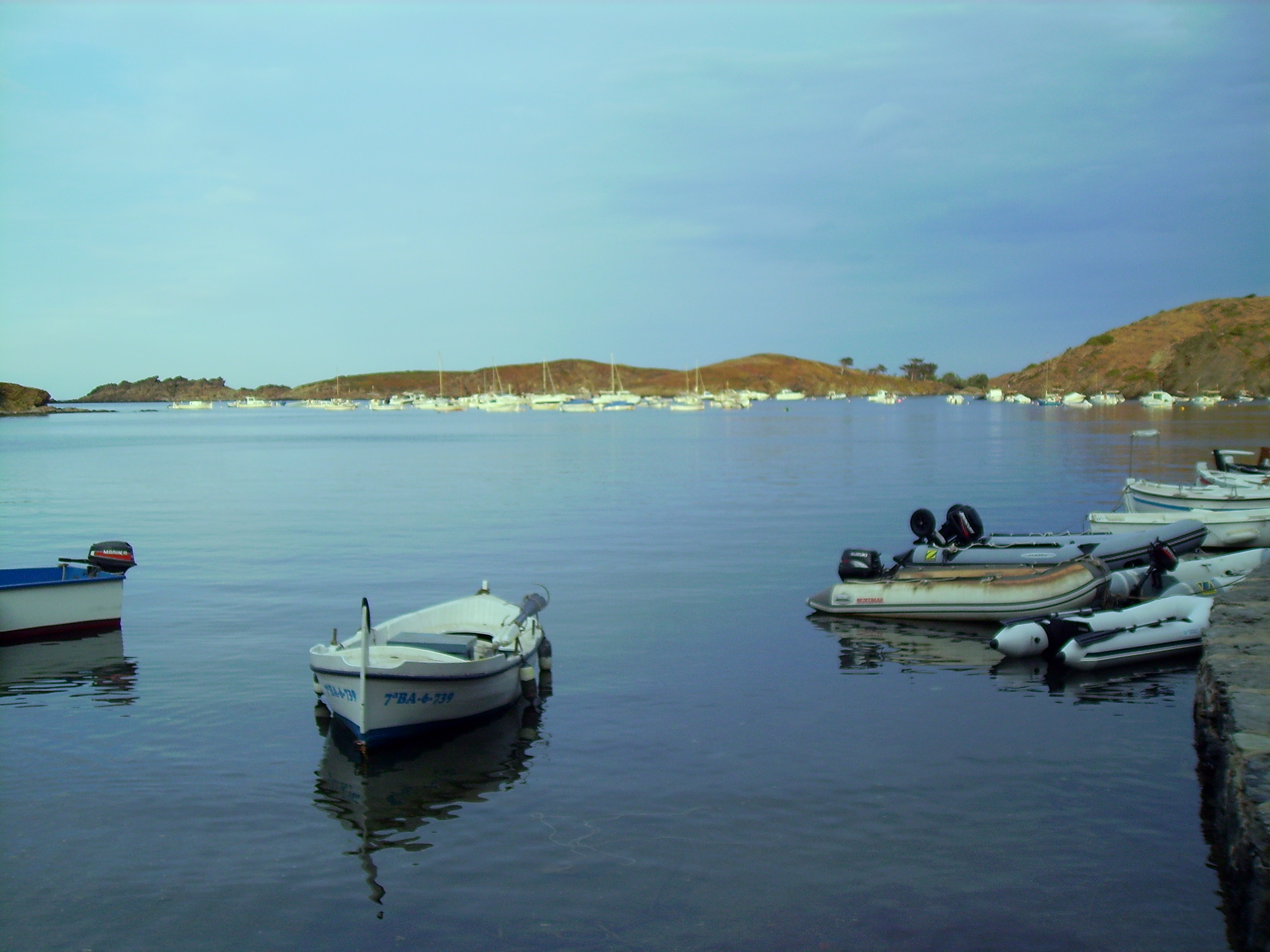
Бухта Порт Льїгату
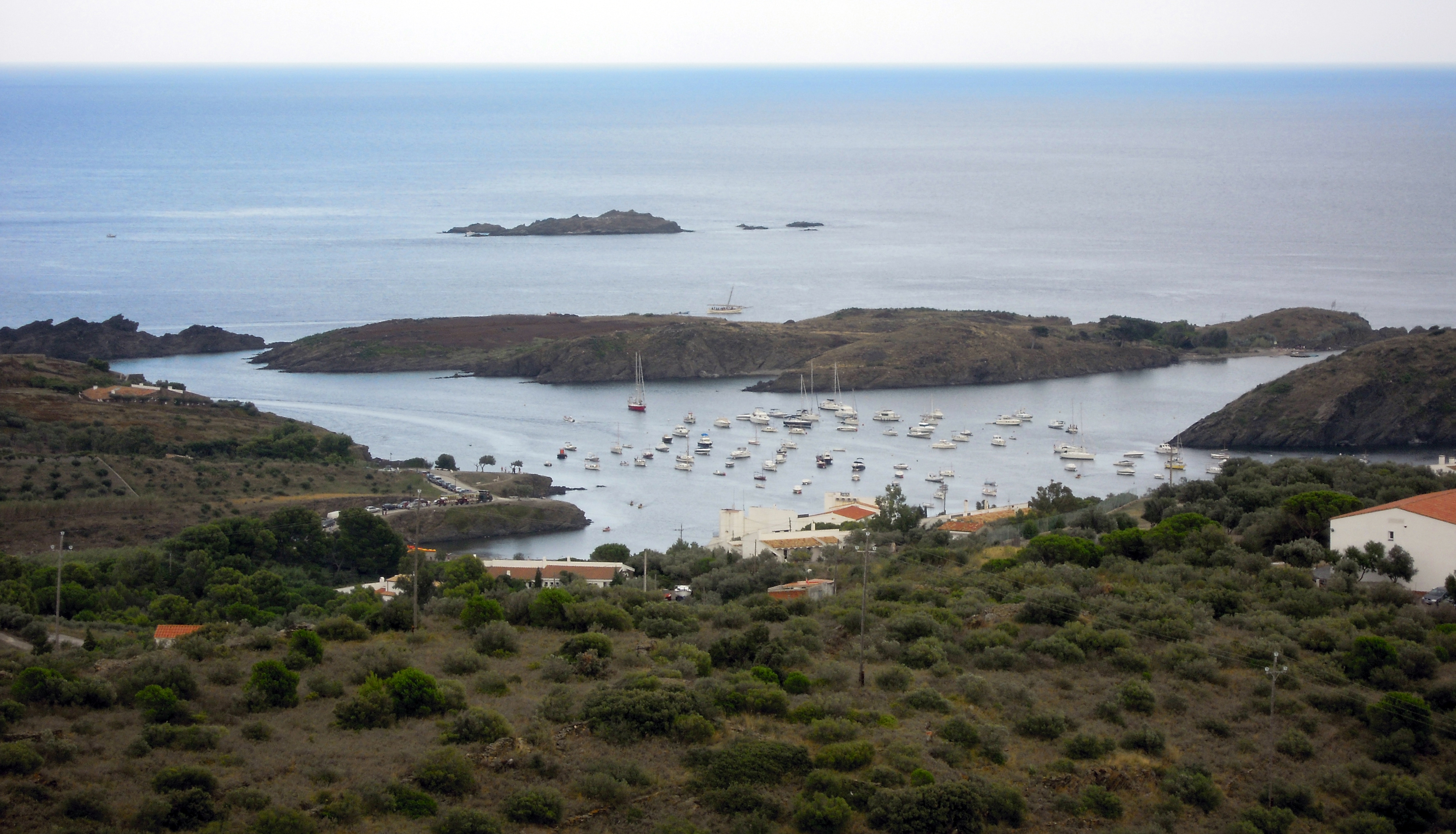
Бухта з однойменним островом на тлі острова Мессіна